# 代林湖
代林湖（德語：Derliener See），是德國的湖泊，位於該國東北部，由梅克倫堡-前波美拉尼亞州負責管轄，處於羅斯托克縣，長0.7公里、寬0.5公里，面積0.25平方公里，海拔高度50米，最大水深4米。
53°38′34″N 12°14′42″E / 53.6427°N 12.245°E